# Microchilus pseudocaucanus
Microchilus pseudocaucanus är en orkidéart som beskrevs av Paul Ormerod. Microchilus pseudocaucanus ingår i släktet Microchilus och familjen orkidéer. Inga underarter finns listade i Catalogue of Life.